# Nephelina
Nephelina là một chi bướm đêm thuộc họ Noctuidae.